# Országh Sándor
budavári Országh Sándor (Reich, Buda, 1836. május 8. – Budapest, 1902. november 14.) magyar jogász, pedagógus, közíró, politikus, várospolitikus, miniszteri tanácsos, a Fővárosi Közmunkák Tanácsának tagja, 1881 és 1892 között országgyűlési képviselő. Városrendezési szakemberként jelentős szerepe volt Budapest mai képének kialakulásában.

## Élete
Nevét 1862-ben változtatta meg Reichről Országhra. Középiskolai tanulmányait a budai főgimnáziumban végezte, majd a pesti egyetem hallgatója lett, ahol jogi diplomát szerzett. Több neves ügyvédnél is folytatott joggyakorlatot, majd a budai főgimnáziumban történelmet és bölcseletet tanított. Hamarosan Buda városának hivatalnoka lett, tollnokként, főjegyzőként, majd tanácsnokként dolgozott. 1870-ben gróf Andrássy Gyula miniszterelnök meghívására az akkor létrejött Fővárosi Közmunkák Tanácsának előadója lett osztálytanácsosként, itt Reitter Ferenc közeli munkatársa volt. A Rajner Pál belügyminiszter által összehívott, megyék és községek rendezésével foglalkozó és az 1876-os megyerendezést előkészítő tanácskozásokon jegyzőként vett részt. 1880-ban a Virág Benedek emlékére rendezett ünnepségek egyik főszervezője volt.
1881-ben a főváros II. kerületéből, 1884-ben és 1887-ben a III. kerületből szerzett országgyűlési képviselői mandátumot a Szabadelvű Párt jelöltjeként, a Képviselőházban a pénzügyi bizottság tagja volt. Sokáig tagja volt a közmunka-tanácsnak és a budapesti képviselő-testületnek is. Fontos szerepet játszott a Várkert rendezésében (Várkert Bazár, Várkert-kioszk) és az Operaház megépülésében. Élénken részt vett a főváros és főleg a budai oldal közéletében és gazdasági életében, elnöke volt a budavári Vöröskeresztnek, a budai gőzsikló-társulatnak és a budai dalárdának, titkára a budai nőegyletnek, valamint igazgatója a budai szegénygyermek-kert egyletnek, a budapesti takarékpénztárnak és a Ganz-féle gépgyárnak is, emellett szinte valamennyi budai társadalmi szervezetnek választmányi tagja volt. Közíróként is működött, főleg Budapest városrendezési kérdéseivel foglalkozott. I. Ferenc József magyar király munkásságát a Lipót-rend lovagkeresztjével ismerte el. 1895-ben a király budavári előnévvel nemességet is adományozott neki.

## Főbb művei
- Budapest középítkezései 1668–1882 (Bp., 1884)
- A főváros jobbparti részei (Bp., 1892)